# Лаврентийская возвышенность
Лаврентийская возвышенность (англ. Laurentian Upland, фр. Hautes terres laurentiennes) — возвышенность на северо-востоке Северной Америки. Имеет площадь около 5 млн км², преобладающие высоты 200—400 м. Расположена в поясе умеренного и субарктического климата.
Термин «Лаврентийская возвышенность» является более широким, чем Лаврентийские горы, которые являются частью возвышенности.

## География
Располагается на территории Канады и частично США. На юго-востоке граничит с Аппалачскими горами, на юго-западе — с Великими равнинами, на западе — с низменностью Маккензи, на севере — с низменностью Гудзонова залива, а на севере и северо-востоке выходит к Северному Ледовитому и Атлантическому океанам.
Поверхность полого-волнистая, преобладающие высоты 200—400 м. Восточная часть возвышенности (полуостров Лабрадор) более приподнята, у побережья имеет гористый рельеф — горы Торнгат (до 1621 м), другой возвышенный участок (до 1100 м) располагается севернее реки Св. Лаврентия. Сложена гнейсами, сланцами, гранитами, диоритами архейского и протерозойского возраста.
В плейстоцене Лаврентийская возвышенность полностью покрывалась ледяным щитом мощностью до 3000 м. Ледниковые формы представлены холмистыми моренными равнинами, поясами друмлинов, озовыми грядами. Обширные площади коренных пород несут следы ледниковой обработки (курчавые скалы, бараньи лбы). Оледенение сопровождалось трансгрессиями океана, захватывавшими главным образом окраинные части Лаврентийской возвышенности. С трансгрессиями связано образование многочисленных озёр, которые заполнили вырытые ледником озёрные ванны.

## Гидрография
Речная сеть густая, но слабо развитая. Наиболее значительные реки: Черчилл, Коксоак, Нельсон, Бак, Коппермайн, Маникуаган. Много озёр, крупнейшие из них — Оленье, Дубонт, Нипигон. Реки быстрые, порожистые, большинство из них являются протоками, соединяющими озёра. Для рек характерно бурное весеннее половодье, продолжительность ледостава 6—7 месяцев.

## Климат
Лаврентийская возвышенность расположена в поясе умеренного и субарктического климата. Зима продолжительная, на востоке с обильными снегопадами. Лето короткое, прохладное (влияние покрытого льдами Гудзонова залива и холодного Лабрадорского течения). Повсеместно распространены многолетнемёрзлые грунты.

## Флора и фауна
С севера на юг сменяются зоны тундры, лесотундры и тайги. Для тундровой зоны, занимающей северную треть Лаврентийской возвышенности, характерны мохово-лишайниковые и осоковые, а также кустарниковые ассоциации из карликовой берёзы, багульника и других растений на тундрово-глеевых и болотных почвах. Южнее тундровой зоны располагаются лесотундры и редкостойные северотаежные леса. Южные части Лаврентийская возвышенность покрыты густыми, хвойными лесами таёжного типа на подзолистых почвах.
Для тундры характерны северный олень (карибу), песец, лемминг, полярный волк. Из птиц представлены полярная куропатка, полярная сова. В тайге обычны лось, лесной олень, чёрный медведь, куница, скунс, бобр, норка, ондатра.